# Malarstwo mogolskie

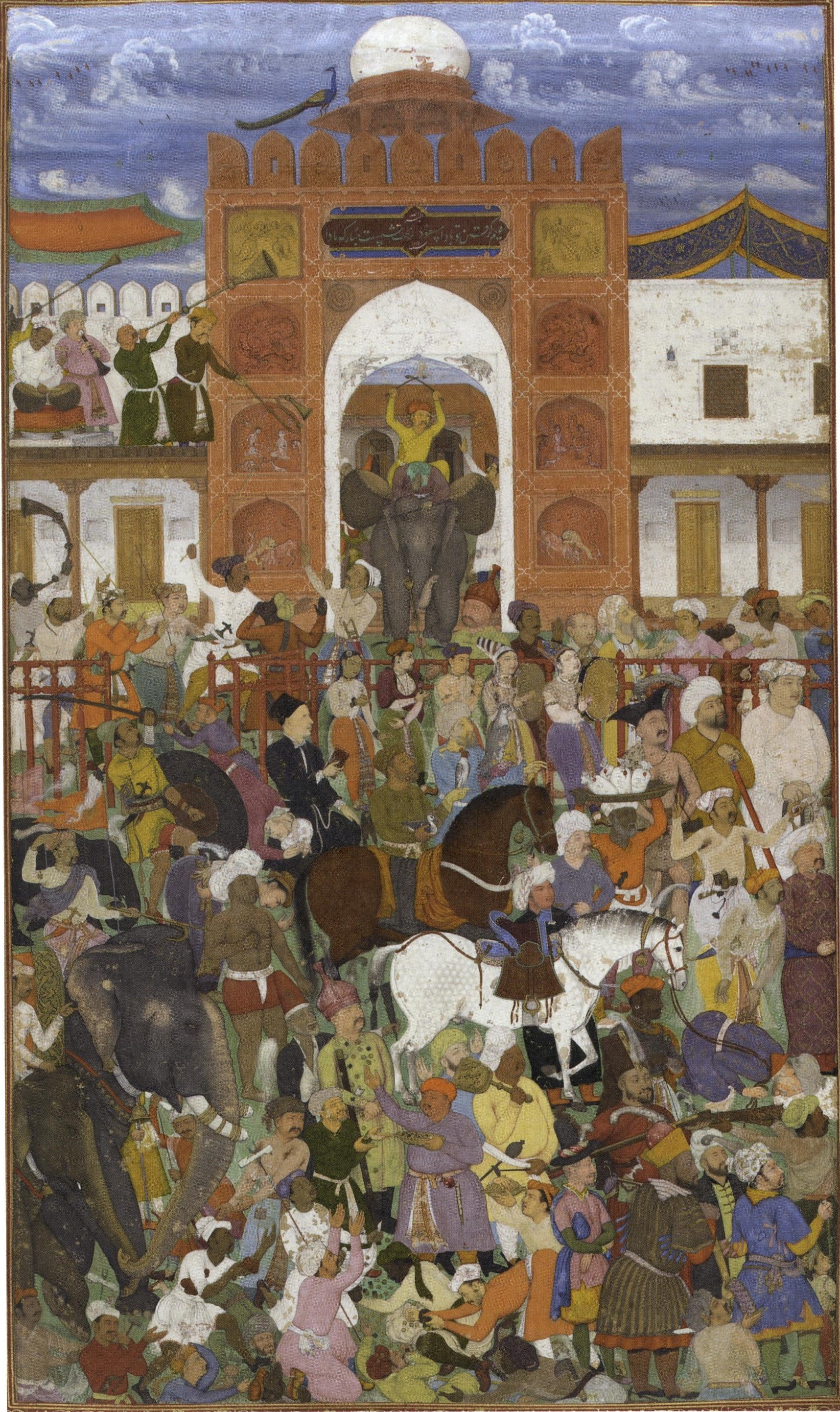
Nouruz darbar Dżahangira, miniatura Abul Hasana z Dżahangirname. Ok. 1610–1618. Instytut Rękopisów Orientalnych Rosyjskiej Akademii Nauk

Malarstwo mogolskie – styl malarstwa indyjskiego, który wykształcił się pod rządami Wielkich Mogołów (1526–1857).

## Początki mogolskiego malarstwa i jego rozwój za panowania Akbara

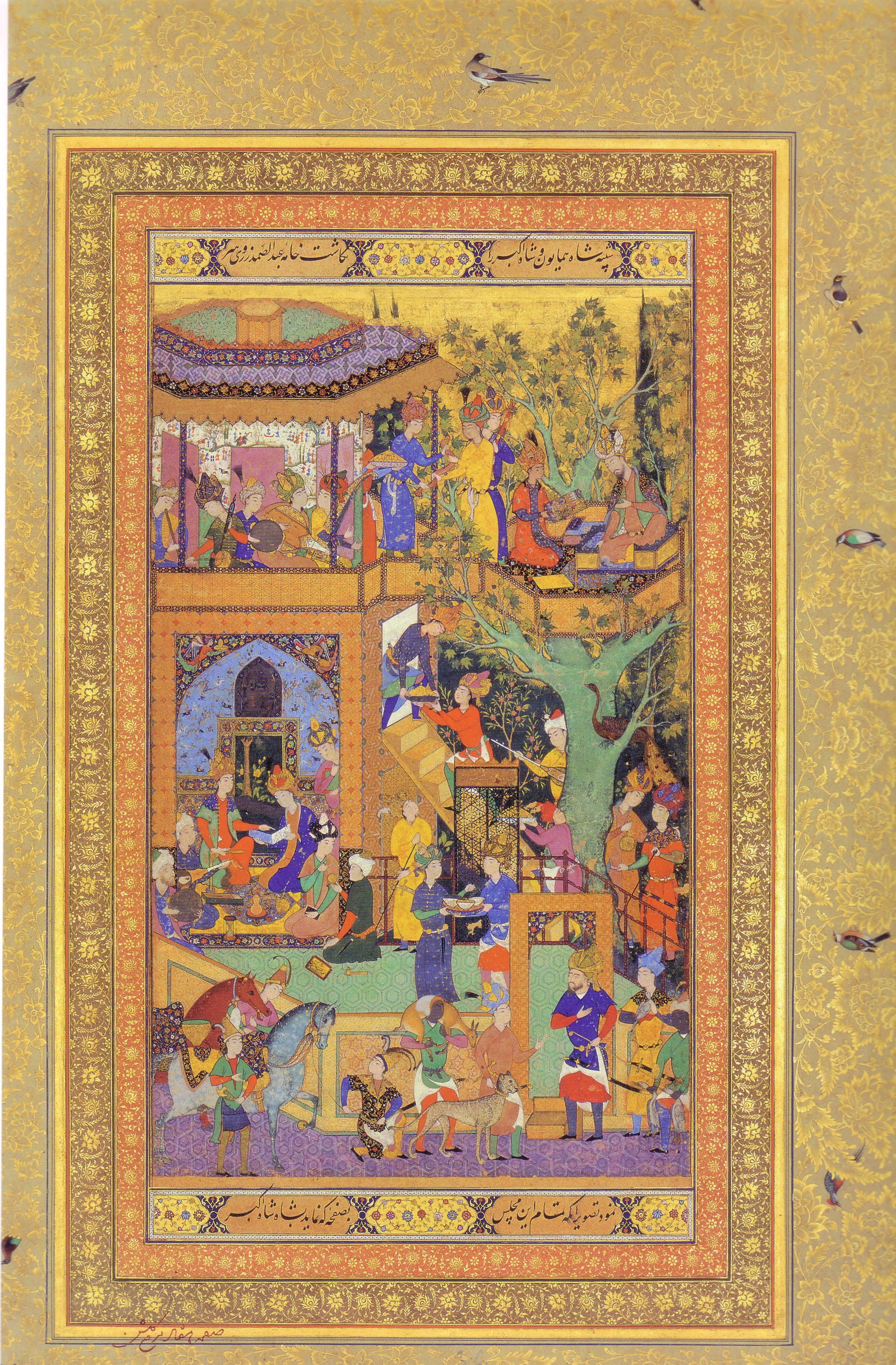
Młody Akbar pokazujący obrazek swojemu ojcu Humajunowi Abd-as-Samada, późne lata 50. XVI wieku. Biblioteka Pałacu Golestan

Pierwsze świadectwa mogolskiego artystycznego patronatu pochodzą z okresu rządów Humajuna (1530–1556), który zatrudnił irańskich malarzy takich jak Abd-as-Samad i Mir Sejjed Ali. Ich obrazy mają charakter niemal całkowicie safawidzki, są płaskie i bardzo dekoracyjne, z postaciami o podobnym rozmiarze rozciągniętymi na stronie. To co wyróżnia takie obrazy jak Młody Akbar pokazujący obrazek swojemu ojcu Humajunowi (zobacz ilustracja) to fakt, iż są pojedynczymi dziełami przedstawiającymi bieżące wydarzenie niezwiązane z żadnym tekstem, podczas gdy w tradycji perskiej malarze przedstawiali wydarzenia historyczne i legendarne.

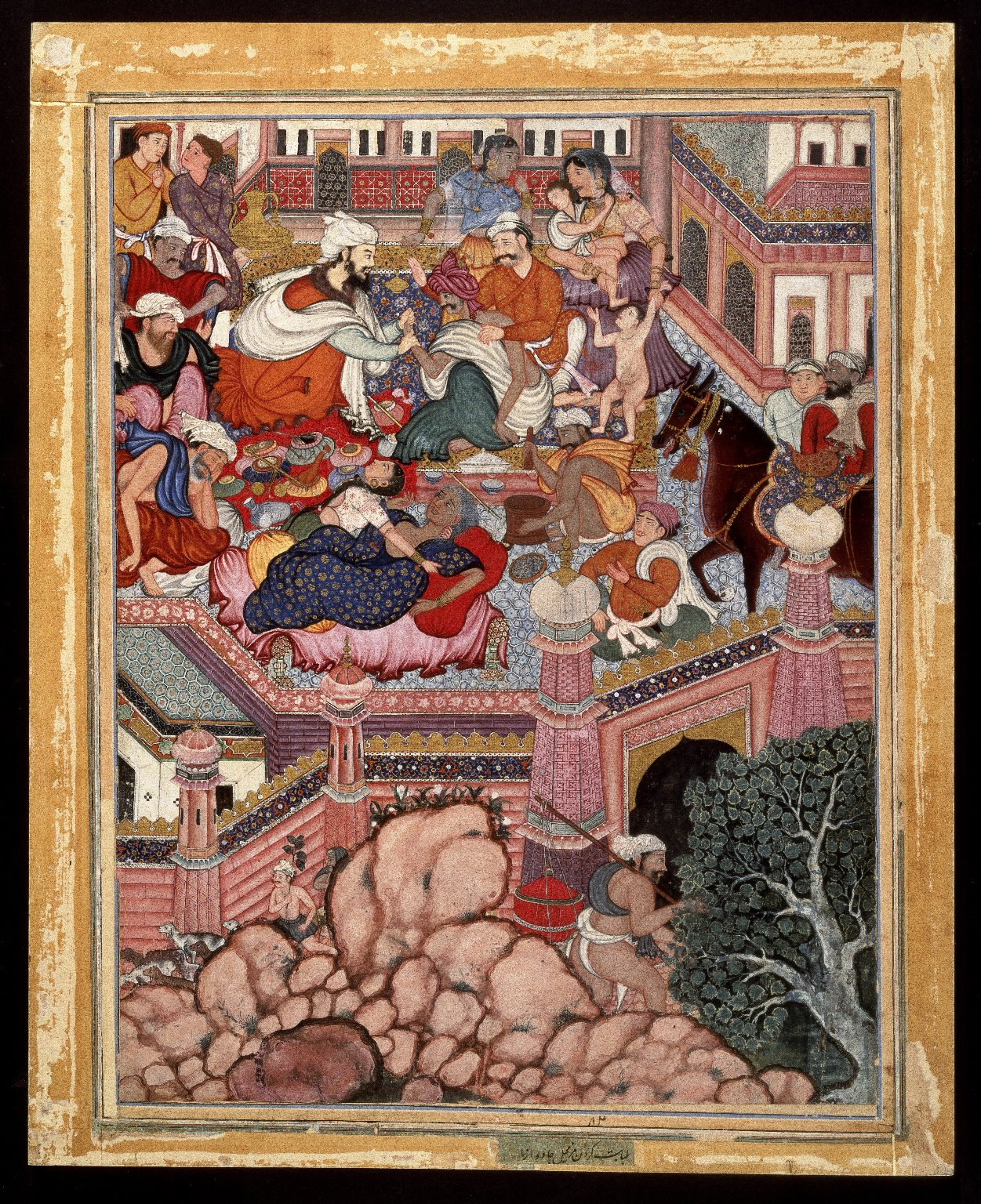
Amir przebrany za lekarza leczącego czarnoksiężników na dziedzińcu. Miniatura z Hamzanamy przypisywana Daswanthowi, Szarawanie i Maheśowi. Pomiędzy 1562 a 1577. Brooklyn Museum

W latach 60. XVI wieku w mogolskim skryptorium odnowiono manuskrypt Księgi Papugi w stylu sułtanatów, przy czym niektóre z jego miniatur zdradzają silny wpływ miejscowego stylu Ćaurapańćasika. Początek odrębnego mogolskiego stylu wiąże się z rękopisem eposu Hamzaname sporządzonym dla Akbara (1556–1605), który pierwotnie składał się z tysiąc czterystu obrazów na płótnie o rozmiarach 69 x 54 cm, wykonanych w ciągu piętnastu lub więcej lat (od ok. 1562 do 1577). Zarówno wygląd manuskryptu jak i jego rozmiar nie mają precedensu w malarstwie świata islamu. Takie wielkie cykle obrazów, składające się z szeregu następujących po sobie ilustrowanych folio występują jednak wśród wcześniejszych indyjskich rękopisów. Wczesne obrazy Hamzaname Akbara pozostają wierne perskiej tradycji, z blokami tekstu na górze i na dole, oraz ilustracją traktowaną jako integralna część tekstu. Późniejsze obrazy zajmują całą stronę i eksplodują energią i fizycznością. W obrazie Amir przebrany za lekarza leczącego czarnoksiężników na dziedzińcu (zobacz ilustracja) „sceneria jest przeładowana i chaotyczna, odchodzi od tradycyjnego perskiego układu kompozycyjnego, czyli architektonicznego pierwszego planu i pejzażowego tła”. Pojawiają się rzadkie w malarstwie perskim przedstawienia osób z profilu, natomiast w prawym górnym narożu widać postać en face. W ramach Hamzaname rozpoczęła się zatem integracja pierwszego planu i tła oraz koncentracja na głównych postaciach historii.

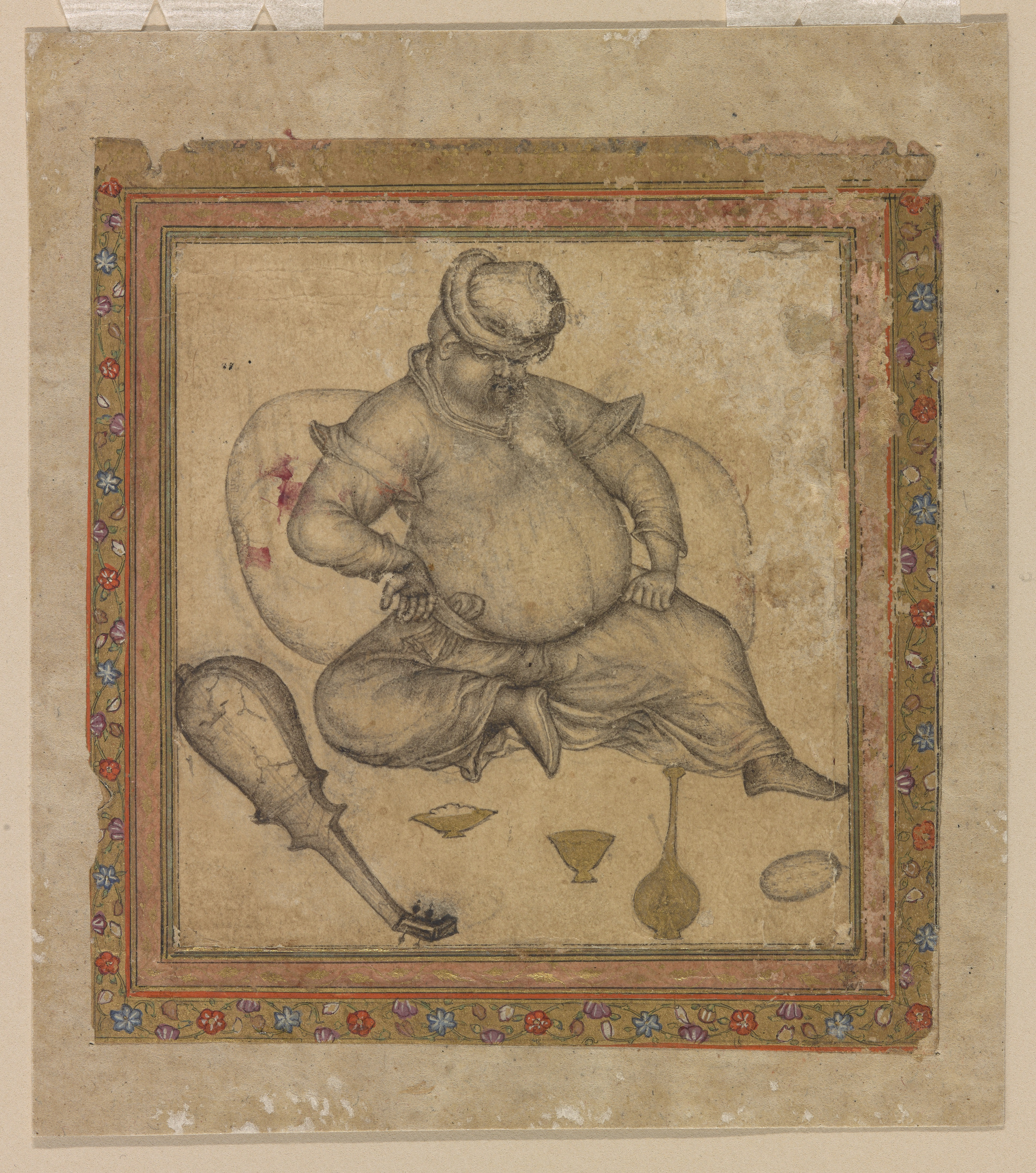
Siedzący mężczyzna Basawana, ok. 1580. Freer and Sackler Galleries

Kolejny etap w ewolucji mogolskiej sztuki obejmował wpływ europejskiego malarstwa, głównie za pośrednictwem drzeworytów. Dla przykładu w Siedzącym mężczyźnie  (zobacz ilustracja) Basawan używa europejskiego modelunku i konsekwentnego zmysłu przestrzennej głębi do eksplorowania fizjonomii, charakteru, tekstury, ubrania oraz sposobu w jaki osoba zajmuje przestrzeń. Podczas gdy w tradycji perskiej postać ludzka była pretekstem do eksplorowania piękna i niezależnej ekspresywności kreski, dla mogolskiego artysty kreski stały się narzędziami interpretacji osobowości. Pod koniec lat 80. i w latach 90. XVI wieku w mogolskich warsztatach wykonano dwie kopie Akbarnamy, ilustrowanej kroniki panowania Akbara. Miniatury z tych rękopisów dostarczają bezcennych informacji o ówczesnych historycznych wydarzeniach, co jest związane z faktem, że „w późniejszym malarstwie z czasów Akbara przedstawienia stawały się coraz bardziej realistyczne: architekturę ukazywano tak dokładnie, że niekiedy można zidentyfikować poszczególne budynki, zaś postacie są zindywidualizowane i przekonująco wchodzą ze sobą we wzajemne relacje”. Sporządzone w latach 90. XVI wieku kopie Baharestanu Dżamiego (1595) oraz Chamse Nezamiego (1595) i Chamse Amira Chosrou Dehlawi (1597–1598) „są najdoskonalszymi książkami wykonanymi w czasach mogolskich”, przy czym podobnie jak w drugim rękopisie Akbarnamy na ilustracjach dostrzega się rosnące zainteresowanie przestrzenią, perspektywą oraz indywidualizacją postaci.

## Malarstwo za panowania Dżahangira

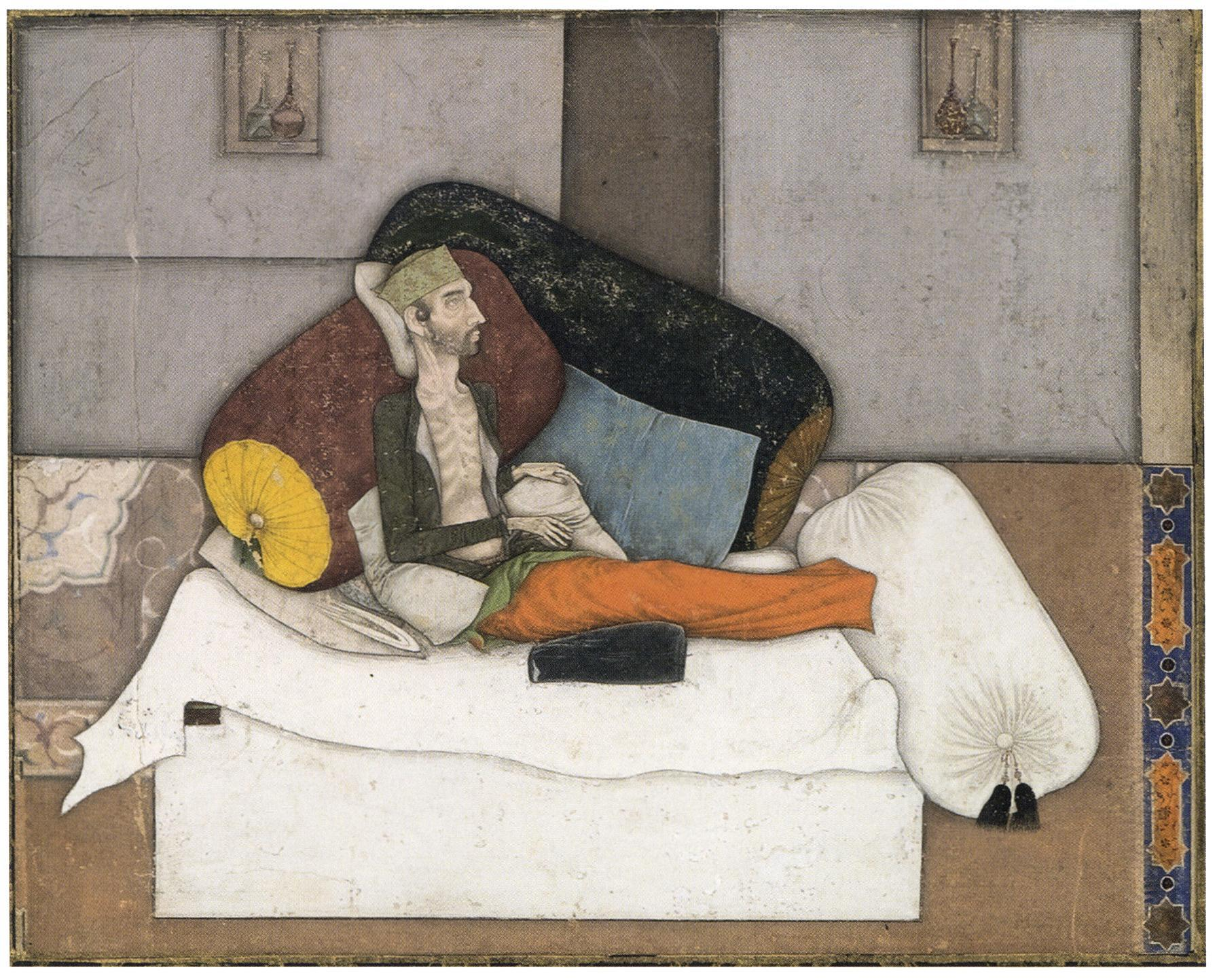
Umierający Inajat Chan Balćanda. Agra, 1618. Biblioteka Bodlejańska

Nowy mogolski naturalizm dalej rozwijał się pod patronatem Dżahangira (1605–1627). Dla Gowardhana nawet postaci na dekorowanych marginesach albumu (murakki) stają się pełnymi mocy studiami osobowości i „ta własność cielesności i krwistości [...] oddziela mogolskie malarstwo od jego irańskich korzeni”, ponieważ to jedynie ono „konsekwentnie dostrzega, uznaje i bada indywidualność i osobistą wyjątkowość ludzi, których portretuje”. Ekstremalnym przykładem nieskrępowanej ciekawości Dżahangira i jego predylekcji do bezkompromisowego naturalizmu jest obraz Umierający Inajat Chan Balćanda (zobacz ilustracja), istniejący jedynie dlatego ponieważ umierający człowiek, którego wygląd wydał się cesarzowi interesujący, został przymuszony do pozowania do swojego portretu.
Co więcej, Dżahangir był zainteresowany szczególnym i rozpoznawalnym charakterem dzieł swoich artystów. W swojej Dżahangirnama przechwala się, iż „moje zamiłowanie do malarstwa i moja praktyka osądzania osiągnęły taki poziom, że kiedy pokazuje się mi jakieś dzieło, czy to zmarłego już artysty, czy też jednego ze współczesnych, nie podpowiadając mi żadnego imienia, w jednej chwili stwierdzam, iż to dzieło takiego a takiego”. To prowadziło do kultywowania indywidualnych artystycznych stylów i niektórzy malarze zaczęli specjalizować się w określonych rodzajach malarstwa: Mansur stał się znany jako malarz zwierząt i kwiatów, Abul Hasan i Biszandas jako cesarscy portreciści, zaś Gowardhan jako malarz świętych mężów, muzyków i ekscentryków. Twórczość ich wszystkich przenikała jednak „przemożna dominacja naturalizmu, którego domagał się Dżahangir”. Nawet obrazy przedstawiające sceny dworskie, takie jak Nouruz darbar Dżahangira (zobacz ilustracja) Abul Hasana, są okazją do wielu indywidualnych studiów ludzkich postaci.

## Malarstwo za panowania Szahdżahana

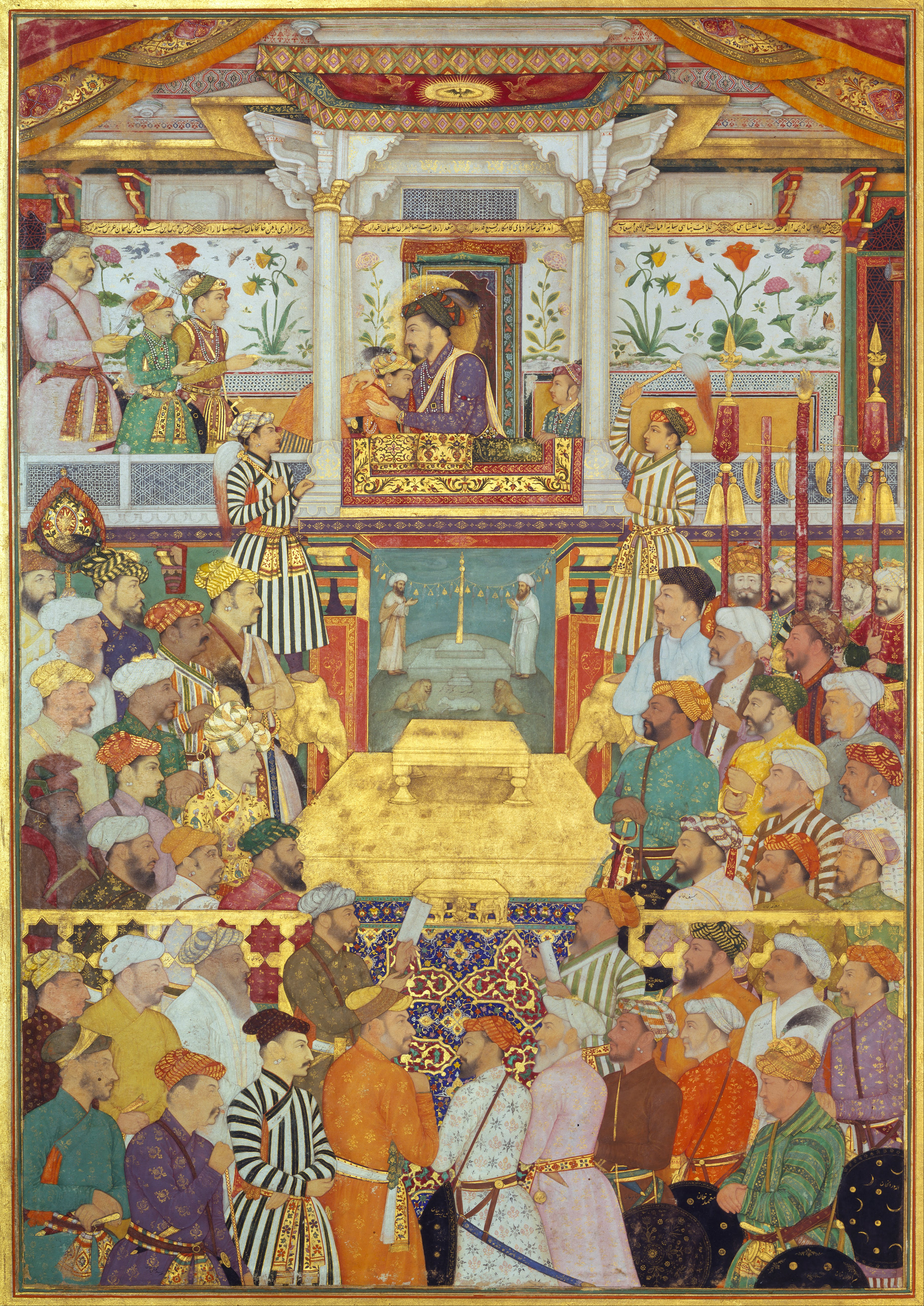
Objęcie tronu przez Szahdżahana, miniatura Bićitra z Padszahname. Ok. 1628. Royal Collection

Od połowy XVI wieku wielu mogolskich artystów starało się przybliżyć malarstwo do empirycznie percypowanej rzeczywistości. To mogolskie zainteresowanie obiektywnym zróżnicowaniem i ludzką indywidualnością było radykalnym odejściem zarówno od tradycji muzułmańskiej, jak i indyjskiej, które zajmowały się raczej tym co uniwersalne niż partykularne. Równie nowa była idea że indywidualne artystyczne style powinny być uważane za rozpoznawalne i istotne. Jednak już pod koniec panowania Dżahangira w ramach mogolskiej sztuki stał się widoczny inny, bardziej tradycyjny kierunek. W obrazach takich jak Dżahangir przedkłada towarzystwo sufickiego szajcha nad królów Bićitra (Freer, F1942.15a) ważniejsze niż opisywanie racjonalnego, naturalnego świata, staje się obrazowa symbolika i cesarski rytuał.
Ten nowy styl zdominował panowanie Szahdżahana (1628–1658) i osiągnął apogeum w obrazach wykonanych dla jego Padszahname. Podczas gdy dla Abul Hasana scena z cesarskiego dworu była okazją by rozkoszować się różnorodnością i szczegółami wyglądu indywidualnych osób, to Bićitr w Objęciu tronu przez Szahdżahana (zobacz ilustracja) zadowala się pokazywaniem potęgi państwowego ceremoniału. W istocie cały rękopis Padszahname obfituje w tego rodzaju sceny rytualnego odgrywania cesarskiej potęgi i jest znacznie mniej osobisty niż obrazy z Dżahangirnamy. Sceny dworskie stają się statyczne poprzez brak kontaktu pomiędzy cesarzem, przedstawionym jako istota wyższa, zawsze w ujęciu z profilu i wysoko na platformie tronowej, z dworzanami na dole, przedstawionymi również głównie w ujęciu z profilu, tak że patrzą wzajemnie na siebie poprzez zazwyczaj puste centrum obrazu. Są to statyczne i stylizowane kompozycje, opracowane w układzie osi pionowej i poziomej. Występuje tutaj znacznie mniej indywidualizacji ludzkich postaci, które są definiowane raczej przez role pełnione w społeczeństwie, niż ich osobiste cechy, i „jest to oczywisty powrót do bardziej tradycyjnie indyjskich idei indywidualnego podporządkowania ostatecznej jedności oraz wielka zmiana kierunku dla tradycji mogolskiej. [...] odtąd ważne jest nie to co różni ludzi pomiędzy sobą, ale to co ich jednoczy”.

## Późniejsze malarstwo

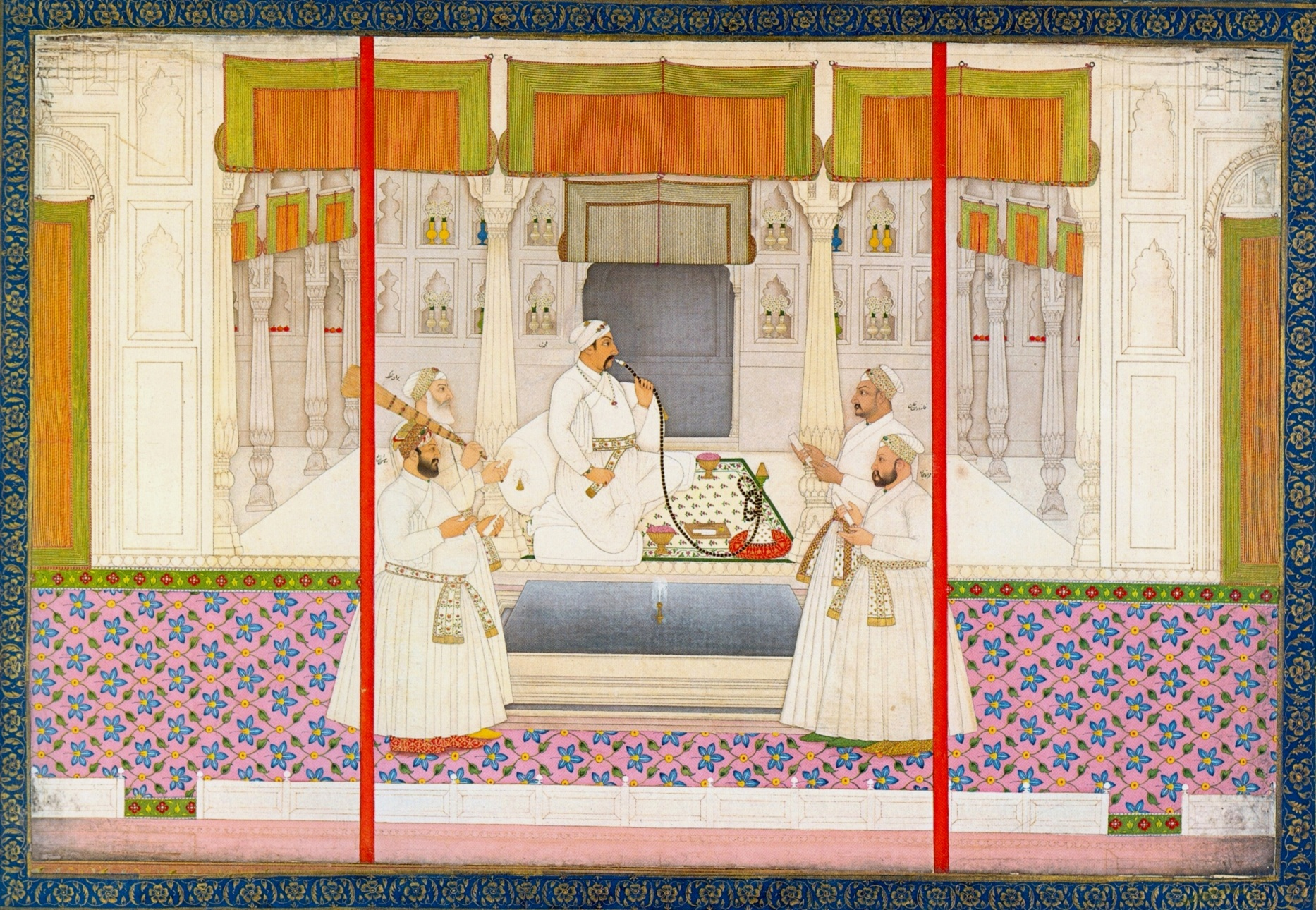
Muhammad Szah z czterema dworzanami palący sziszę, miniatura przypisywana Ćitarmanowi Drugiemu. Delhi, ok. 1730. Biblioteka Bodlejańska

Następny cesarz, Aurangzeb (1658–1707), nie był zainteresowany sztuką i mogolskie malarstwo podupadło. Nadal istniało zapotrzebowanie na oficjalne portrety cesarza i arystokracji, ale były one tworzone podług coraz bardziej mechanicznie powtarzanej, dawno utrwalonej formuły. Późniejsi cesarze wykazywali większe zainteresowanie sztuką, ale historyczna ciągłość odrębnego mogolskiego stylu malarstwa uległa przerwaniu. Zgodnie z tradycją indyjską zaczęło ono „podkreślać raczej uniwersalne aspekty cesarzy, niż ich indywidualne cechy, oraz umniejszać wagę indywidualnych, innowacyjnych stylów praktykowanych przez poszczególnych malarzy. To co z punktu widzenia kryteriów europejskich historyków zostało nazwane upadkiem cesarskiej sztuki Mogołów jest również świadectwem ostatecznej asymilacji mogolskiego malarstwa w ramach indyjskiego artystycznego głównego nurtu”.

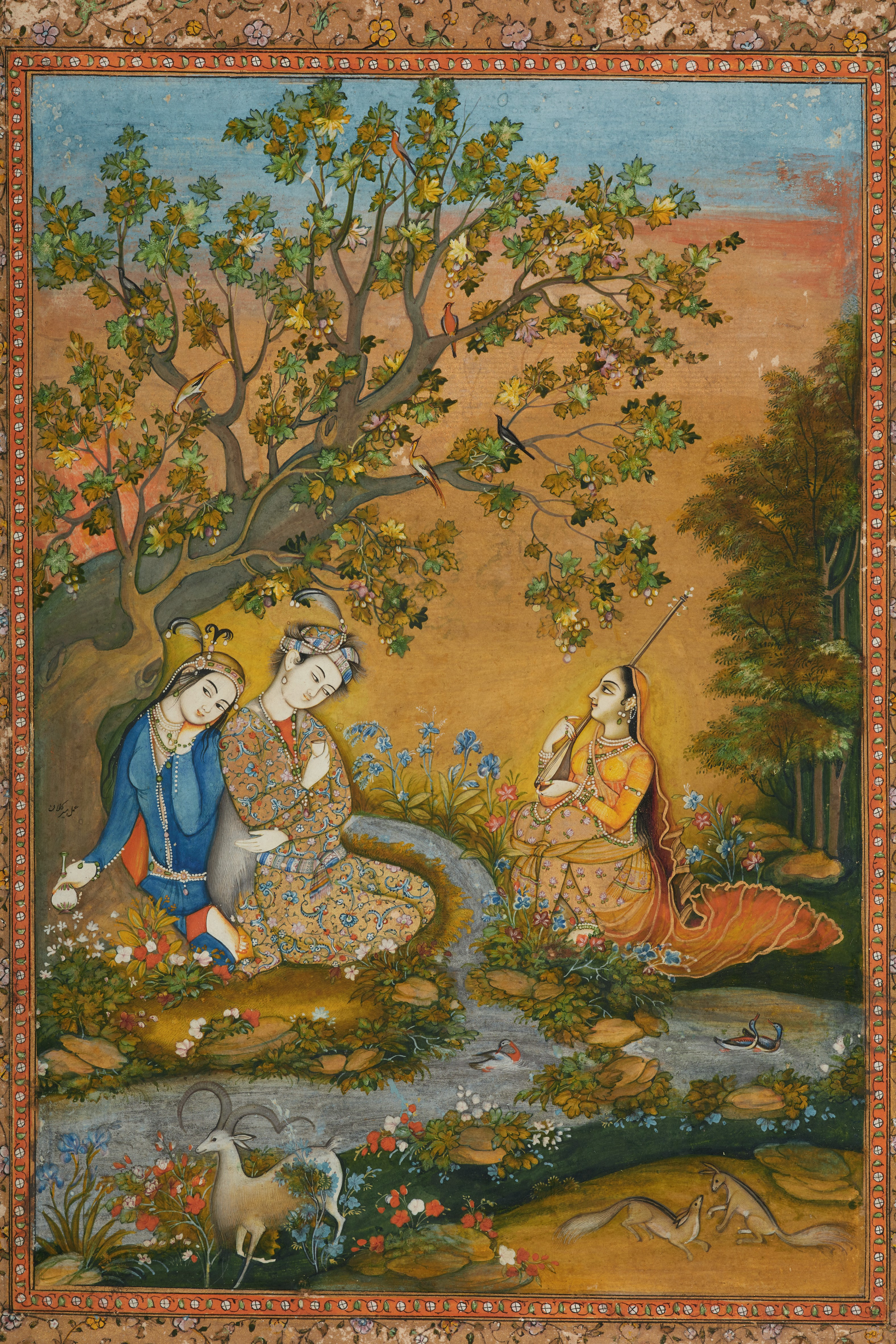
Pejzaż z kochankami Mir Kalan Chana. Lucknow, lata 60. XVIII wieku. Kolekcja Dawida

Do pewnego odrodzenia mogolskiego malarstwa doszło za sprawą patronatu Muhammada Szaha (1719–1748), którego „rządy były wystarczająco długie by rozkwitł dający się wyróżnić styl". Mogolscy artyści ponownie eksperymentowali ze światłem i przestrzenią, zaś szczególnie udane były zachowujące niemal idealną perspektywę przedstawienia budynków. Ten mały renesans zakończył się gwałtownie gdy w 1739 Nader Szah najechał Indie i złupił Delhi. Po 1758 najważniejszym centrum kulturalnym stał się rządzony przez nawabów Awadh, gdzie działali tacy malarze jak Mihr Czand i Mir Kalan Chan. Obaj pozostawali pod wyraźnym wpływem malarstwa europejskiego, które oddziaływało już nie tylko poprzez druki, ale również profesjonalnych europejskich malarzy obecnych w regionie. Inne lokalne centra mogolskiego malarstwa znajdowały się w bengalskim Murshidabadzie i Patnie. Delhi ponownie stało się istotnym centrum sztuki od kiedy w 1803 znalazło się pod protektoratem brytyjskim. Ostatni godni uwagi mogolscy malarze to działający w pierwszej połowie XIX wieku Ghulam Murtaza Chan i Ghulam Ali Chan, którzy malowali nie tylko dla cesarza, ale również Brytyjczyków. W rezultacie zapożyczony z europejskiego malarstwa realizm przejawiał się również w ich obrazach w stylu mogolskim.